# Родичев, Владимир Иванович
Владимир Иванович Родичев (1914—1984) — советский физик-теоретик, доктор физико-математических наук, профессор, заведующий кафедрой общей и прикладной физики МВТУ (1965—1970).
Родился 1 октября 1914 г. в Иркутске в семье служащего. Вскоре после его рождения семья переехала в Омск.
Окончил Томский университет (1939), ученик профессора Д. Д. Иваненко, сосланного в 1930-е годы в Томск.
Участник войны, в бою под Сталинградом потерял правую руку и в тяжёлом состоянии попал в плен.
В 1946 году поступил в аспирантуру МГУ к А. А. Соколову, в 1950 г. защитил кандидатскую диссертацию «К вопросу о распаде мезонов». Работал на кафедре физики в Московском областном педагогическом институте (МОПИ).
Занимался научными исследованиями в области 5-мерия, затем (в конце 50-х — начале 60-х гг.) теории гравитации с кручением.
Автор работ по описанию электромагнетизма в 5-мерной теории с кручением и по введению нелинейного добавка в уравнения Дирака в пространствах с кручением.
Заведующий кафедрой общей и прикладной физики МВТУ (1965—1970). С 1970 г. заведующий лабораторией в НИИ Оптико-физических измерений.
Доктор физико-математических наук, профессор. Докторская диссертация:
- Теория тяготения Эйнштейна в представлении ортогональных реперов : диссертация … : доктора физико-математических наук : 01.00.00. — [Москва], 1963. — 139 с. : ил.

В 1970-х годах работал над задачей разделения гравитационных сил и сил инерции.
Сочинения:
- Теория тяготения в ортогональном репере [Текст] / АН СССР. Моск. о-во испытателей природы. (Секция физики). — Москва : Наука, 1974. — 184 с.; 21 см.

Соавтор и редактор книг:
- Теория относительности и гравитация [Текст] : [Сборник статей] / АН СССР. Моск. о-во испытателей природы; [Отв. ред. В. И. Родичев]. — Москва : Наука, 1976. — 186 с. : ил.; 22 см.
- Проблемы теории гравитации [Текст] / Науч. ред. д-р ф.-м. н. проф. В. И. Родичев, к. ф.-м. н. И. М. Дозморов. — Москва : [б. и.], 1972. — 176 с.; 29 см. — (Научные труды. Теоретическая и математическая физика. Серия А/ Всесоюз. науч.-исслед. оптико-физ. измерений. ВНИИОФИ).
- Новое в теории относительности и гравитации [Текст] : [Материалы совещ., 27-28 окт. 1975 г.] / Моск. о-во испытателей природы, Секция физики; [Отв. ред. В. И. Родичев]. — Москва : Наука, 1977. — 98 с.; 21 см.

Скоропостижно умер 16.11.1984 (внутреннее желудочное кровотечение).
Сын - Родичев Сергей Владимирович, автор диссертации:
- Некоторые общерелятивистские эффекты в метрике Керра : диссертация ... кандидата физико-математических наук : 01.04.02. - Москва, 1982. - 111 с.